# ØØ Void
ØØ Void (znane też jako 00 Void lub Zero Zero Void) – pierwszy album zespołu Sunn O))).

## Lista utworów
1. Richard – 14:32
2. NN O))) – 15:15
3. Rabbits' Revenge – 14:01
4. Ra at Dusk – 14:43

## Twórcy
- Stephen O’Malley
- Greg Anderson
- Petra Haden – skrzypce, głos
- Scott Reeder – gitara basowa
- Pete Stahl – głos